# Riemenstalden
Riemenstalden es una comuna suiza del cantón de Schwyz, situada en el distrito de Schwyz. Limita al norte con la comuna de Morschach, al este con Muotathal, al sur con Bürglen (UR), y al occidente con Sisikon (UR).

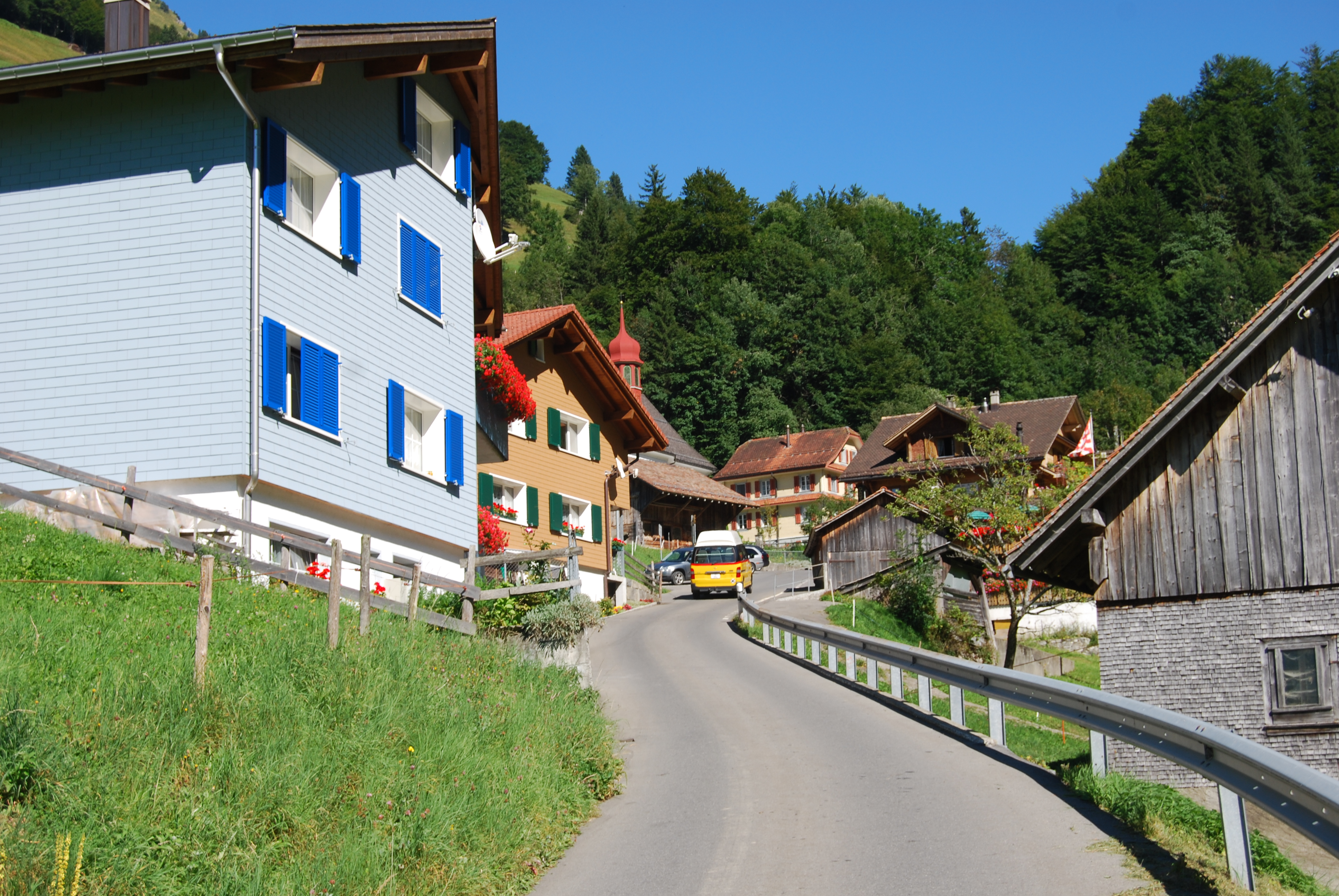
Riemenstalden